# Zaćmienie Słońca z 4 stycznia 2011

Częściowe zaćmienie Słońca z 4.01.2011

Częściowe zaćmienie Słońca z 4 stycznia 2011 było widoczne w Europie (z wyjątkiem Islandii, Wysp Owczych i północnych krańców Półwyspu Skandynawskiego), a także w Afryce Północnej, na Bliskim Wschodzie, Azji Środkowej i zachodnich Chinach. Maksimum osiągnęło nad Zatoką Botnicką, gdzie faza liniowa zaćmienia wyniosła ponad 85%, a przesłonięciu uległo ok. 80% tarczy słonecznej.
W Polsce widoczne było głębokie zaćmienie częściowe (na większości terytorium kraju przesłonięciu uległo około 75% tarczy Słońca przy fazie 82%). Najlepsze warunki obserwacji wystąpiły w południowo-wschodnich rejonach kraju (np. Przemyśl, Rzeszów), gdzie zaćmienie rozpoczęło się na wysokości ok. 5° nad horyzontem, a faza maksymalna obserwowana była na wysokości 13°. Najgorsze warunki obserwacyjne wystąpiły w północno-zachodniej części kraju (np. Szczecin), gdzie moment maksymalny zaćmienia nastąpił na wysokości ok. 7° nad horyzontem. W Warszawie początek zaćmienia nastąpił o godzinie 8:14 na wysokości 3°, o godzinie 9:36 nastąpiło maksimum na wysokości 10° (faza liniowa 81,7%; przesłonięciu uległo 75,1% tarczy słonecznej), o godzinie 11:04 zaćmienie zakończyło się na wysokości 15°. W Polsce w wielu regionach kraju niebo było dość pogodne i umożliwiało obserwację.

## Bibliografia

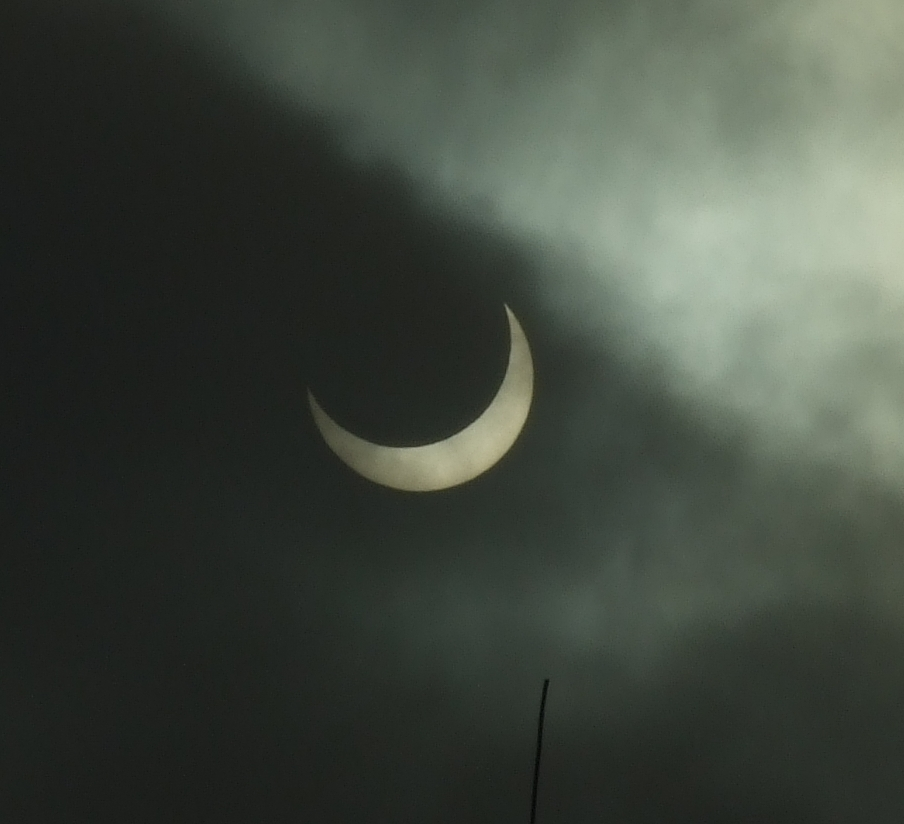
Polska
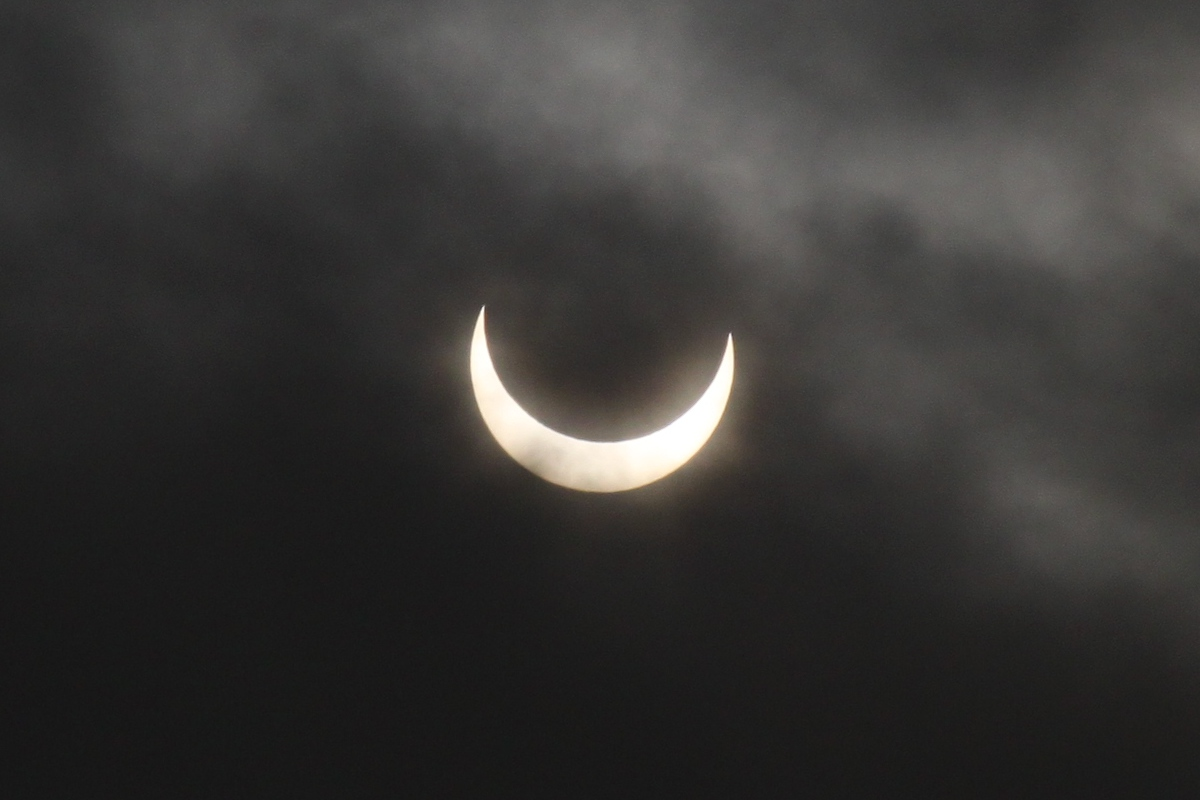
Marki, Polska
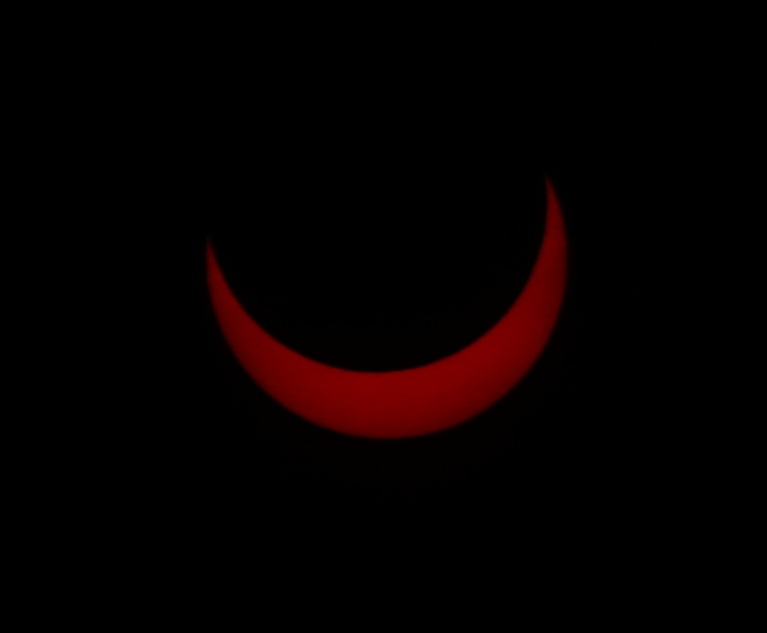
Lublin, Polska
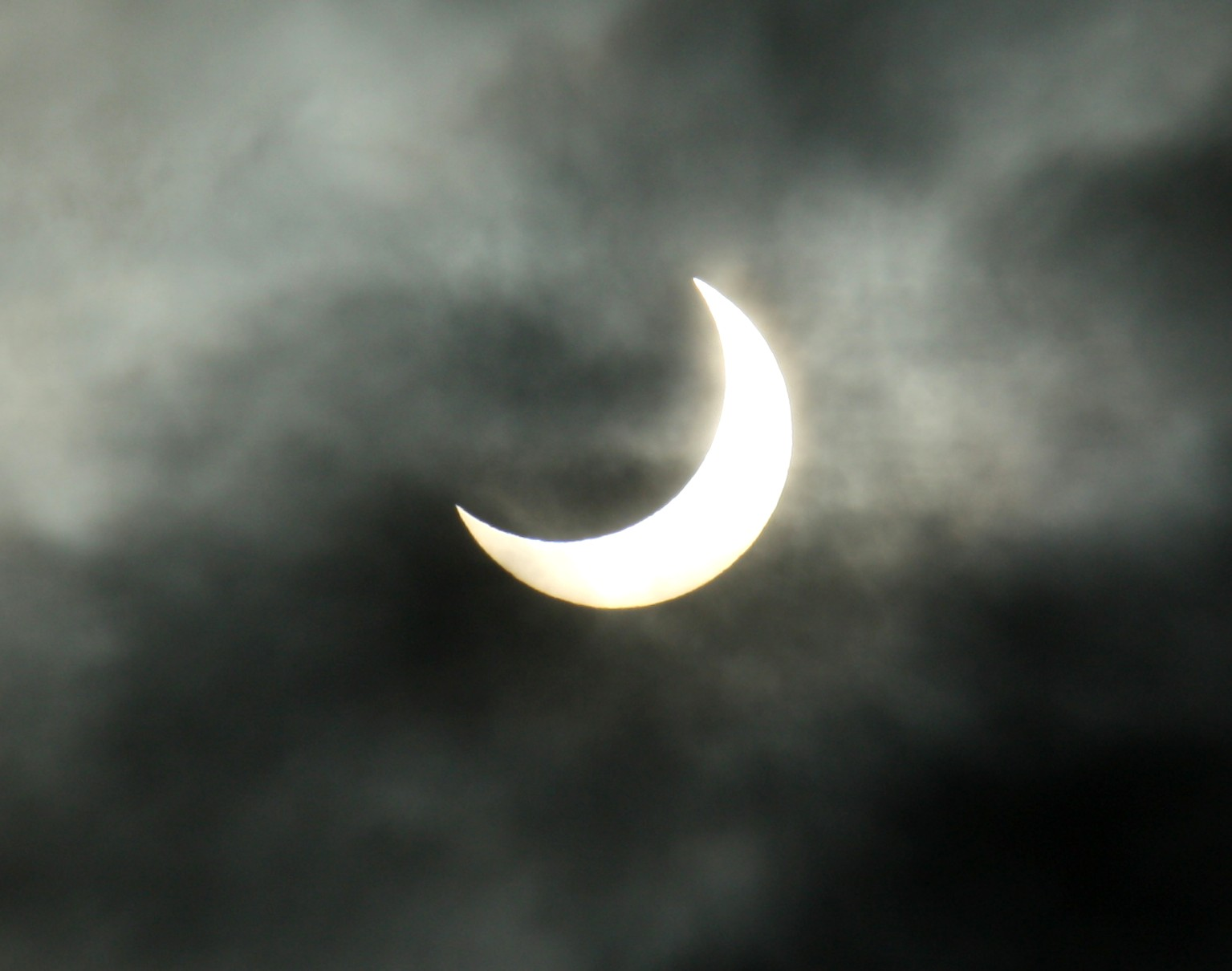
Ebersberg, Niemcy
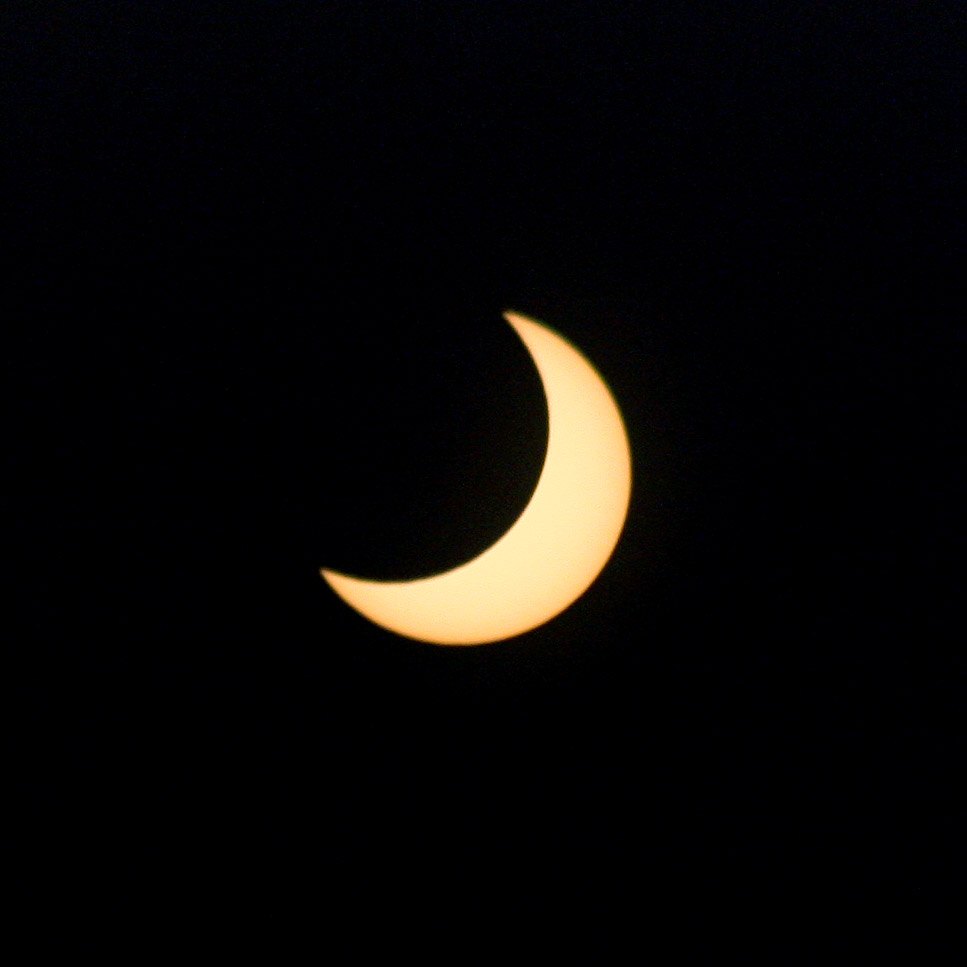
Wiedeń, Austria
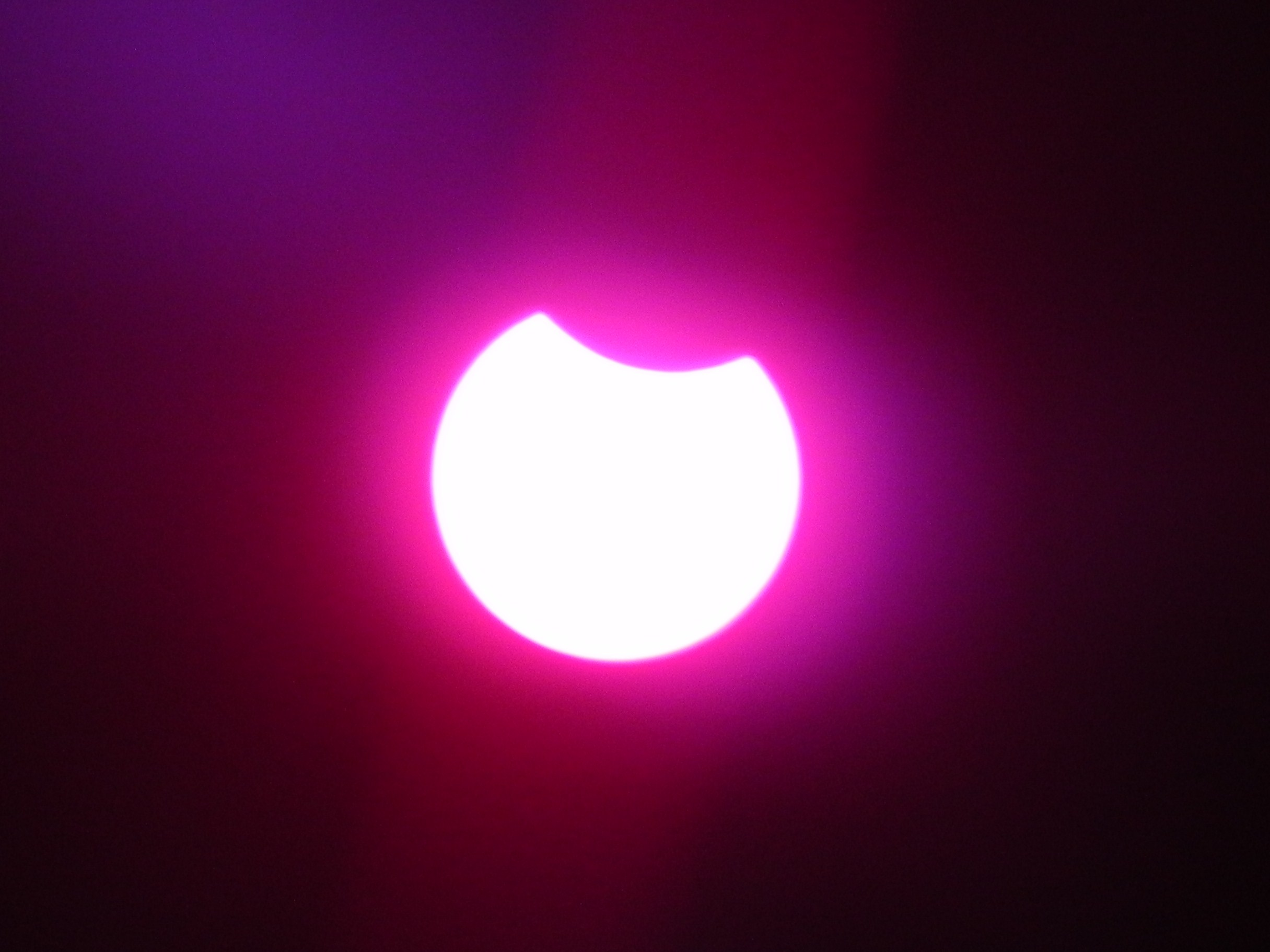
Sana, Jemen
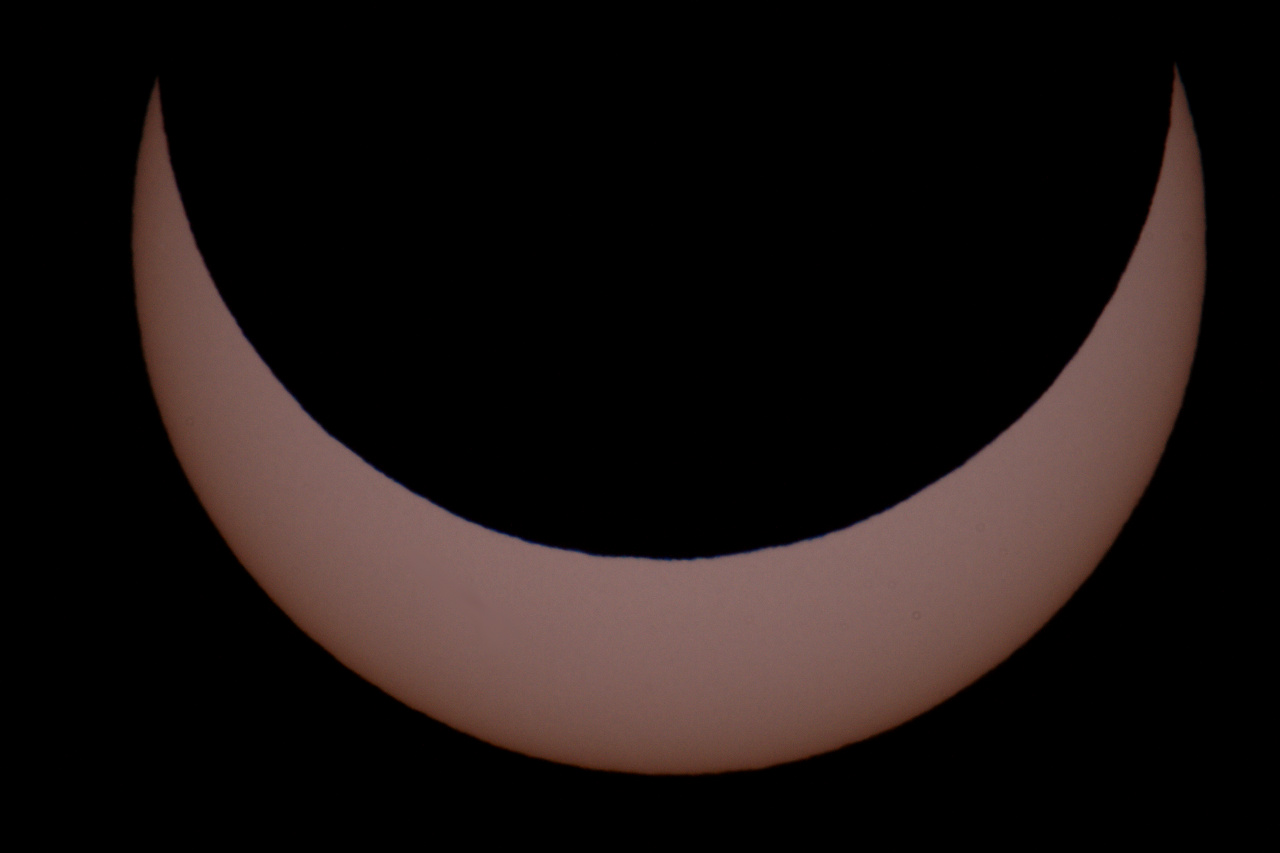
Rabka-Zdrój, Polska
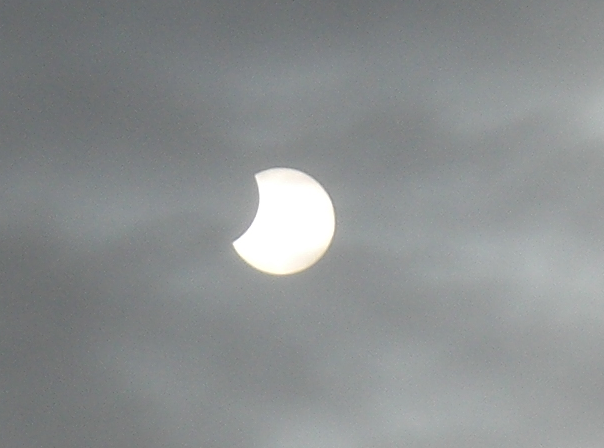
Krasnystaw, Polska.
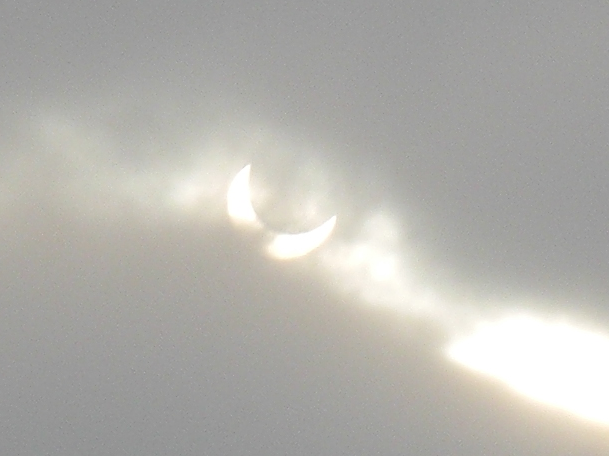
Krasnystaw, Polska
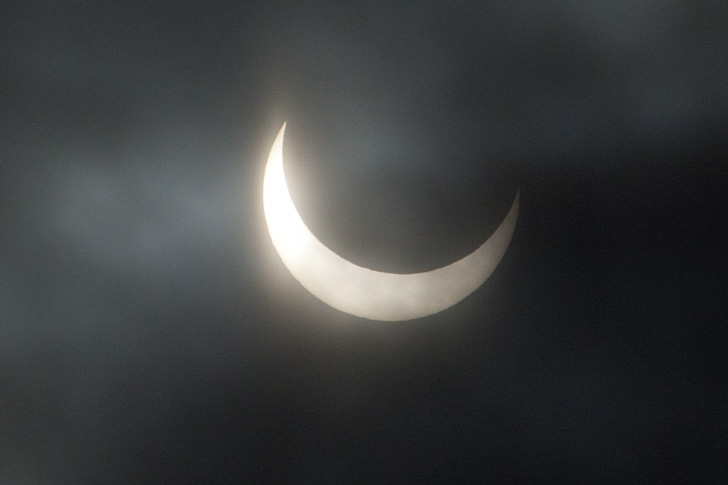
Moskwa, Rosja.